# Craterostigma tanzanicum
Craterostigma tanzanicum är en tvåhjärtbladig växtart som beskrevs av Fischer, Schäferhoff och Müller. Craterostigma tanzanicum ingår i släktet Craterostigma och familjen Linderniaceae. Inga underarter finns listade i Catalogue of Life.